# پیتزو دی زوکا
پیتزو دی زوکا (به لاتین: Pizzo di Zocca) یک کوه و قله در سوئیس است که در کانتون گراوبوندن واقع شده‌است. پیتزو دی زوکا ۳٬۱۷۴ متر بالاتر از سطح دریا واقع شده‌است.